# Dorsifulcrum chapinaria
Dorsifulcrum chapinaria là một loài bướm đêm trong họ Geometridae.